# Бохињска Чешњица
Бохињска Чешњица (словен. Bohinjska Češnjica) је насељено место у општини Бохињ, Горењска регија, Словенија.

## Историја
До територијалне реорганизације у Словенији била је у саставу старе општине Радовљица.

## Становништво
У попису становништва из 2011. године, Бохињска Чешњица је имала 347 становника.
| Број становника према пописима | Број становника према пописима | Број становника према пописима |
| ------------------------------ | ------------------------------ | ------------------------------ |
| 1991                           | 2002                           | 2011                           |
| 370                            | 377                            | 347                            |

Напомена: До 1952. исказивано под именом Чешњица.